# Ťatliakova chata
Ťatliakova chata je vysokohorská chata v Roháčské dolině v Západních Tatrách. Nachází se v nadmořské výšce 1393 m. Je významným turistickým cílem a je velmi často navštěvována. Dají se z ní podniknout různé výlety: např. na sedlo Zábrať, Roháčská plesa, Rákoň, Smutné sedlo a jiné. Dá se k ní dostat od chaty Zverovka za 1.30 hodiny chůze po asfaltové cestě. U chaty se nachází Ťatliakovo jezero.

## Historie
Již v roce 1883 stála na břehu Roháčského potoka malá útulna. Rozvoj turismu podnítil v roce 1933 výstavbu srubu a na podnět Jana Ťatliaka v roce 1937 i výstavbu chaty na nynějším místě. Dokončena byla v roce 1941, ale již v roce 1944 byla vypálena Němci. 
Dvoupodlažní chata byla obnovena hned po skončení války naproti dnešnímu bufetu, poté byla v roce 1953 přistavěna lyžárna. Samotná chata vyhořela 28. května 1963 a zůstala zachována jen lyžárna, ve které od roku 1971 fungoval bufet. Pro nedostatek financí a následné včlenění Západních Tater do TANAPu v roce 1987 už chata nebyla obnovena.

## Přístup
- Po  značce ze Zuberce přes Brestovou a Zverovku
- Po  značce ze Smutného sedla